# セーザル・アパレシド・ロドリゲス
セーザル (César) ことセーザル・アパレシド・ロドリゲス（César Aparecido Rodrigues, 1974年10月24日 - ）は、ブラジル・サンパウロ出身の元同国代表サッカー選手、現サッカー指導者。現役時代のポジションはミッドフィールダー。

## 経歴
1992年、CAジュベントスでキャリアをスタート。クラブの昇格を経験する一方で、運営資金の窃盗に関与したとして1994年から1998年までの5年4ヶ月間を刑務所で過ごす。そのためSSラツィオへ移籍する際には新聞に「刑務所からラツィオへ移籍」と掲載された。
ラツィオでは長らく主力として活躍したが、2006年の1月にインテル・ミラノにローンで加入。シーズン終了後にインテルへ完全移籍したものの、2006-07シーズンの開幕前にブラジルのSCコリンチャンス・パウリスタへ期限付きで移籍した。2007年1月からはイタリアに復帰し、ASリヴォルノ・カルチョでプレー。2007-08シーズン前の移籍市場で2年振りにインテルに復帰した。復帰後はプレシーズンマッチでの活躍もあり、シーズン前半は貴重な戦力となった。しかしながら中盤の負傷選手が復帰し、システムが4-3-1-2で固定されると出番がなくなり、2008年5月のロベルト・マンチーニ監督の退陣とともに再度戦力外となった。
同年11月に元インテルのアシスタントコーチで、ボローニャFCの監督を務めていたシニシャ・ミハイロヴィチ監督の要望を受け、同クラブに加入することが決定している。
その後、下部リーグのクラブでプレーしていたが、クラブは2010年に破産し退団を余儀なくされ、2011年に現役を引退。

## 代表歴
2001年にブラジル代表として2試合出場している。

## 指導歴
現役引退後は古巣ラツィオの下部組織で指揮を執る。2018年3月19日、USサマゴールのU-15部門に招聘された。

## タイトル
ウニオン・バルバレンセ
- カンピオナート・パウリスタ・セリエA2 : 1998

サンカエターノ
- カンピオナート・パウリスタ・セリエA2 : 2000

ラツィオ
- コッパ・イタリア : 2003-04

インテル
- コッパ・イタリア : 2005-06
- セリエA : 2005-06, 2007-08